# Coracina analis
Coracina analis е вид птица от семейство Campephagidae. Видът е почти застрашен от изчезване.

## Разпространение
Видът е разпространен в Нова Каледония.